# Kemenesszentpéter
Kemenesszentpéter község Veszprém vármegyében, a Pápai járásban.

## Fekvése
Veszprém vármegye és a Pápai járás északnyugati csücskében helyezkedik el, északi szomszédai már Győr-Moson-Sopron vármegye Csornai járásához, nyugati szomszédai pedig Vas vármegye Celldömölki járásához tartoznak.
A szomszédos települések: észak felől Rábasebes, kelet felől Egyházaskesző, dél felől Magyargencs, nyugat felől Pápoc, északnyugat felől pedig Vág. Közigazgatási területe délnyugaton pontszerűen érintkezik a még Veszprém vármegyei Kemeneshőgyész, illetve egy rövid szakaszon a már Vas vármegyéhez tartozó Kemenesmagasi határszélével is, északnyugaton pedig csak kis híja van annak, hogy nem szomszédos még Páli községgel is.

### Megközelítése
A település központján, annak főutcájaként végighúzódik a 8406-os út, ezen érhető el Pápa irányából, illetve nyugati szomszédai felől is. Pálival és a 86-os főúttal a 8426-os út, Magyargenccsel pedig a 84 121-es számú mellékút köti össze. Vasútvonal nem érinti.

## Története
Valószínűleg már a 11–12. században lakott település volt.

## Közélete

### Polgármesterei
- 1990–1994: Szabados László (független)[4]
- 1994–1998: Szabados László (független)[5]
- 1998–2002: Máhig József (független)[6][7]
- 2002–2006: Máhig József (független)[8]
- 2006–2007/8?: Máhig József (független)[9]
- 2008–2010: Kövi Tibor (független)[10]
- 2010–2011: Kövi Tibor (független)[11]
- 2012–2014: Pirka Károly (független)[12][13]
- 2014–2019: Töreki Nikolett (független)[14]
- 2019–2024: Törekiné Takács Beáta (független)[15]
- 2024– : Törekiné Takács Beáta (független)[1]

A településen 2008. április 6-án időközi polgármester-választást kellett tartani, az előző polgármester halála miatt. Úgyszintén időközi polgármester-választást kellett tartani 2012. február 19-én is, ezúttal az addigi polgármester lemondása okán.

## Népesség
A település népességének változása:
| Lakosok száma | 648  | 646  | 621  | 586  | 605  | 612  | 623  |
|               | 2013 | 2014 | 2015 | 2021 | 2022 | 2023 | 2024 |

A 2011-es népszámlálás során a lakosok 89,5%-a magyarnak, 1,1% németnek, 0,2% szlováknak mondta magát (10,2% nem nyilatkozott; a kettős identitások miatt az végösszeg nagyobb lehet 100%-nál). A vallási megoszlás a következő volt: római katolikus 75,4%, református 1,1%, evangélikus 4,2%, felekezeten kívüli 2,7% (16,2% nem nyilatkozott).
2022-ben a lakosság 92,4%-a vallotta magát magyarnak, 2% németnek, 0,3% bolgárnak, 0,2-0,2% cigánynak, görögnek, örménynek és szlováknak, 0,7% egyéb, nem hazai nemzetiségűnek (6,8% nem nyilatkozott; a kettős identitások miatt a végösszeg nagyobb lehet 100%-nál). Vallásuk szerint 49,9% volt római katolikus, 4,1% evangélikus, 1,8% református, 0,3% görög katolikus, 2,5% egyéb keresztény, 1,7% egyéb katolikus, 6,1% felekezeten kívüli (33,6% nem válaszolt).

## Nevezetességei
- Műemlék temploma barokk stílusban épült az 1700-as években, tornyai 1829-ből származnak.[20]
- Szent Vendel-kápolna: 1852-ben épült klasszicista stílusban.[21]